# 津田塾大学

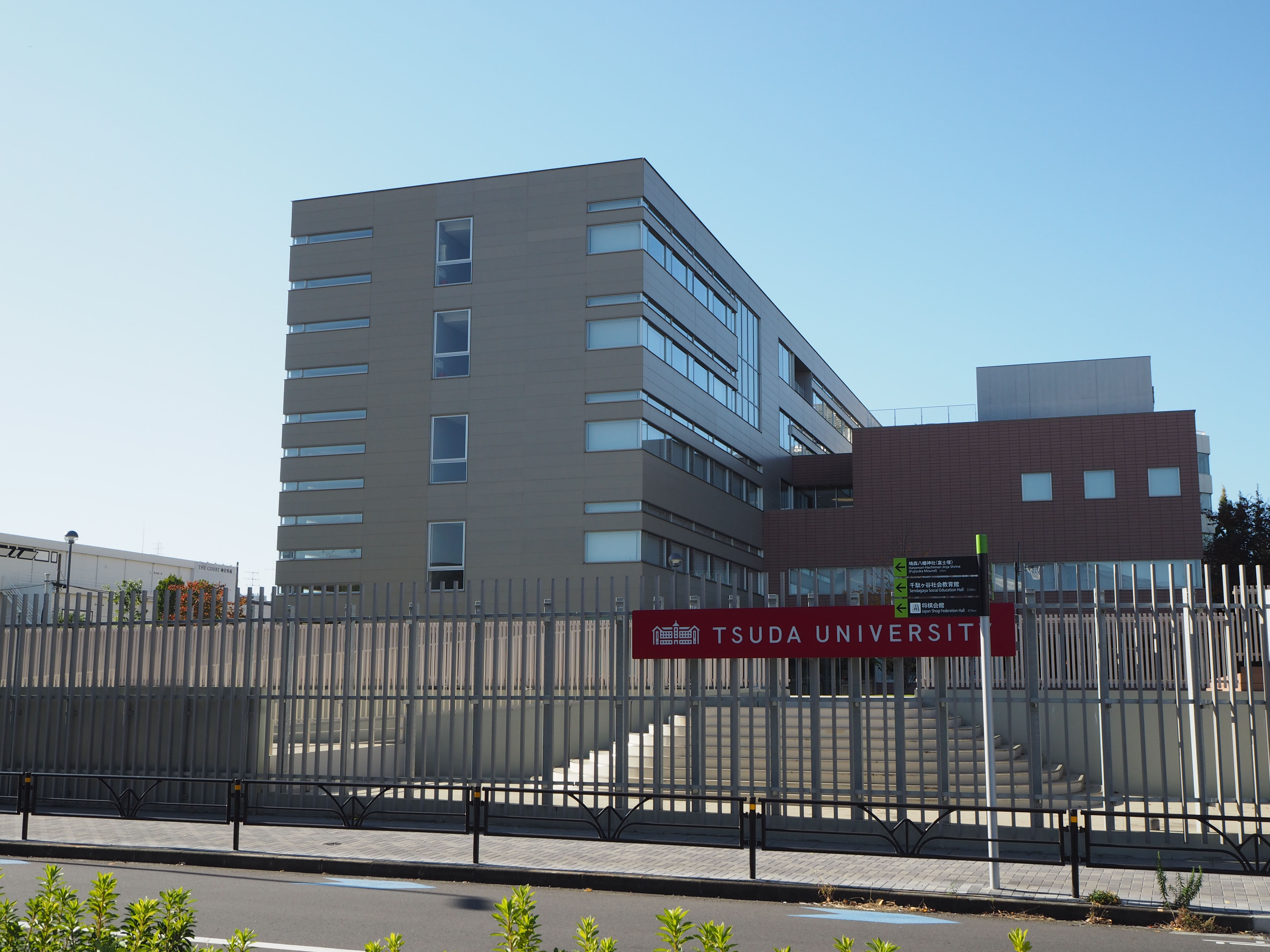
千駄ヶ谷キャンパス

津田塾大学（つだじゅくだいがく、英語: Tsuda University）は、東京都小平市津田町二丁目1番1号に本部を置く日本の私立大学、女子大学である。1900年創立、1948年大学設置。

## 概要

### 大学全体
かつては「早慶を蹴ってでも入るトップの名門私学」とされ、女子大最難関校として「女の東大」と呼ばれる異名をとっていた。
津田梅子が設立した女子英学塾を前身とする。
英文学や国際関係学の分野で活躍する卒業生を多く輩出し、女性の社会進出に貢献した大学である。

### 学風および特色
女子差別撤廃条約批准や男女雇用機会均等法の設立時、津田塾大学卒業生の活躍がめざましく、一流大企業の重役、官公庁の女性職員の出身校が一貫して津田塾大学であり 、卒業生らは「津田マフィア」という言葉で呼ばれていた 。
津田梅子の教育方針に沿って、現在も少人数教育を重視している。

学生の主体性を重んじて校歌、校章、校旗を敢えて持たないのも津田梅子以来の津田塾の伝統である。

### 偏差値
ベネッセコーポレーションのデータによると、津田塾大学の入学難易度は「74（1992年当時）→ 65（2017年）」と25年間の間に9ポイント低下したとされ、「日本の歴史上、最も急速に偏差値が降下した大学」と称されるほどの偏差値が急激に低下した。
現在でも「私立女子大の最高峰」とされているが、日本における女子大学の人気が低下している影響で本学も以前より低迷しており、現在は「入試難易度としては最難関大学とは言い難い」とされる。
これらの偏差値低下に関して、2000年代初頭より受験生の共学志向が高まり、女子大に魅力を感じなくなったことが主な要因とされる。

#### キリスト教主義
独立系キリスト教会で洗礼を受けたのち、聖公会の信徒であった津田の影響から、学内にチャペルがある｡学則に「キリスト教精神に基づく教育」を行うことが記載されている。礼拝が毎週行われ、キリスト教関連の科目が開講されるなどの宗教色が強いキリスト教主義学校であるが、参加は学生の意思に任されている。

## 歴史
1900年（明治33年）、従来の家制度による家政学が中心だった官制の良妻賢母育成女子高等教育制度に疑問を抱いた津田梅子が、瓜生繁子や大山捨松とともに、日本では先駆的な学問重視の女子高等教育機関を私学、女子英学塾として現在の東京都千代田区に設立。
1902年（明治35年）、聖公会のミッションスクールである静修女学校（立教大学の姉妹校）の閉鎖にともない、土地と校舎と生徒を梅子の盟友・石井筆子から譲り受ける。
1904年（明治37年）には、ジェームズ・ガーディナー（立教大学初代校長）、フローレンス・ピットマン（立教女学校校長）夫妻が女子英学塾の講師に就任し、後まで津田梅子と交流が続いた。
1905年（明治38年）、女子の学校では初めての英語科教員無試験検定取り扱い許可を受ける。
1933年（昭和8年）に「津田英学塾」へ、1943年（昭和18年）に「津田塾専門学校」へ改称。戦後の1948年（昭和23年）に「津田塾大学」となった。
1969年（昭和44年）には、当時はまだ草分け期にあった国際関係論という分野を、日本の大学として初めて国際関係学科として創設。
2010年（平成22年）に創立110周年を迎え、創立110周年事業として津田梅子賞を創設。創立者津田梅子の「女性の自立と社会貢献を促す精神」を継承発展させるために、現代社会でその精神を具体化する活動を行っている団体や個人を顕彰する。
2017年（平成29年）より女子大としては初の「総合政策学部」を設置。また本学が複数学部体制になるのも創立以来、初である。大学の英語名称も、Tsuda CollegeからTsuda Universityとなった。この学部は東京・千駄ヶ谷に設置され、長年、ワンキャンパス体制で教育を行ってきた津田塾大学は、この学部の開設により蛸足大学となる。

## 歴代学長
- 星野あい - 女子英学塾塾長、津田塾大学初代学長
- 粕谷よし（1952年4月 - ）
- 藤田たき （1962年4月 - ）
- 中島文雄（1973年11月 - ）
- 大束百合子（1980年11月 - ）
- 天満美智子（1988年11月 - ）
- 志村尚子（1996年11月 - ）
- 飯野正子（2004年11月 - ）
- 國枝マリ（2012年11月 - ）
- 髙橋裕子 - 現学長（2016年4月 - ）。国際女性史連盟（IFRWH）会長、日本学術会議会員。アメリカ学会元会長[17][18]

## 基礎データ

### 沿革
- 1900年 - 津田梅子が女子英學塾を東京市麹町区一番町（現：東京都千代田区三番町[19]）に創設。
- 1901年 - 東京市麹町区元園町（現在の東京都千代田区麹町[20]）に移転。
- 1902年 - 聖公会のミッションスクール「静修女学校」（立教大学の姉妹校）の閉鎖にともない、校舎や生徒を譲り受ける[14]。
- 1903年 - 東京市麹町区五番町（現在の東京都千代田区一番町[21]）に移転。第1回卒業式を挙行（卒業生8人）。
- 1904年 - 専門学校令に基づく旧制専門学校に昇格。ジェームズ・ガーディナー（立教大学初代校長）、フローレンス・ピットマン（立教女学校校長）夫妻が講師に就任[15]。
- 1905年 - 英語科卒業生の中等教員無試験検定資格認可。
- 1923年 - 関東大震災で五番町の校舎全焼。
- 1931年 - 東京府北多摩郡小平村（現・東京都小平市）に移転。
- 1933年 - 津田英学塾に改称。
- 1943年 - 理科増設認可、津田塾専門学校に改称。
- 1948年 - 津田塾大学発足、英文学部を設置。初代学長に星野あい（星野光多の妹）。
- 1951年 - 旧制津田塾専門学校閉鎖[22]。
- 1949年 - 数学科を設置、英文学部を学芸学部に改組。
- 1963年 - 大学院を設置。
- 1969年 - 国際関係学科を創設。
- 1975年 - 国際関係研究所を設置。
- 1996年 - 数学科を情報数理科学科に改称。
- 2006年 - 情報数理科学科を数学科と情報科学科に改組。
- 2008年4月 - 専門学校津田スクール・オヴ・ビズネスなどを運営してきた財団法人津田塾会（旧津田塾同窓会）が、専門学校経営からの撤退を契機に全財産を学校法人津田塾大学に寄贈。その資産を基礎に千駄ヶ谷に新キャンパスを開設。
- 2017年4月 - 総合政策学部総合政策学科を創設。
- 2019年4月 - 多文化・国際協力学科を開設[23]。

## 組織

### 学部・学科
- 学芸学部
  - 英語英文学科（2019年度より）
  - 国際関係学科
  - 多文化・国際協力学科（2019年度より）
  - 数学科
  - 情報科学科
- 総合政策学部
  - 総合政策学科

### 研究科・専攻
全研究科・専攻に修士課程と博士後期課程を設置
- 文学研究科
  - 英文学専攻
- 国際関係学研究科
  - 国際関係論専攻
- 理学研究科
  - 数学専攻
  - 情報科学専攻

### 附属施設
- 言語文化研究所
- 国際関係研究所
- 数学・計算機科学研究所
- 総合政策研究所
- 図書館
- 計算センター
- ウェルネス・センター
- 視聴覚センター
- 国際センター
- ツダ・イングリッシュ・コーディネーション・センター
- 女性研究者支援センター
- ライティングセンター
- ソーシャル・メディア・センター
- 津田梅子記念交流館
- 津田梅子資料室

### 教育

#### 文部科学省等に採択されたプロジェクト
- 特色ある大学教育支援プログラム
  - 「発展し続ける英語教育」（2004年度採択）
- 質の高い大学教育推進プログラム（教育GP）
  - 「専門課程における英語カリキュラム協調開発」（2008年度採択）
    - COOLL （本プロジェクトで開発された学習用Webサイト）

  - 「社会貢献は書く力とプロジェクト推進力から」（2008年度採択）
- 科学技術振興調整費 女性研究者支援モデル育成
  - 「世代連携・理文融合による女性研究者支援」（2008年度採択）
- 大学教育・学生支援推進事業 大学教育推進プログラム
  - 【テーマA】「『協働』によるメディア教育の展開」（2009年度採択）
  - 【テーマB】「在学生／卒業生を対象としたシームレスな就職支援プログラム」（2009年度採択）

## 対外関係

### 他大学との協定
- 多摩アカデミックコンソーシアム加盟：国立音楽大学、国際基督教大学、津田塾大学、東京外国語大学、東京経済大学、武蔵野美術大学
- 一橋大学と単位協定
- EUインスティテュート・イン・ジャパン（EUインスティテュートコンソーシアム東京＝EUIJ）加盟
- 大学院文学研究科英文学専攻課程協議会（英専協）加盟

## 著名な卒業生・教員
- 津田塾大学の人物一覧

## 事件
- 1975年（昭和50年）2月13日と14日に行われた入学試験で、ある受験生の父親が女装してその受験生になりすまし受験する替え玉受験を行った。1日目はばれることなく受験を終えたが、この父親の横に座った受験生から大学側に通告があり、2日目に大学側がチェックして発覚した[24]。このエピソードは1990年9月1日にNHKテレビで『メイクアップ』というタイトルでテレビドラマ化された。主な出演者は北大路欣也（父親役）、中嶋朋子、倍賞美津子、増田惠子、白竜、寺田農。